# Eubarnesia ritaria
Eubarnesia ritaria là một loài bướm đêm trong họ Geometridae.